# 쉬시위안
쉬시위안(중국어: 徐熙媛, 한자음: 서희원(영어: Barbie Hsu, 大S), 1976년 10월 6일~2025년 2월 2일)은 중화민국의 배우, 가수, 모델이다.
중화민국(타이완)의 수도 타이베이시에서 아버지 쉬젠(徐堅, 1953~2012)과 어머니 황춘메이(黄春梅, 1954~)의 3녀 가운데 둘째딸(차녀)로 출생했으며, 언니는 쉬시셴(徐熙嫻, 1975~)이다. 1993년부터 1994년까지 광고 모델 등으로 활약했고, 1994년까지 대만 걸 그룹 〈ASOS〉를 통하여 가수로 데뷔했으며, 1998년 TV 시리즈에 첫 출연하면서 텔레비전 배우로 데뷔한 이래에 2001년 영화배우로도 데뷔했다. TV 시리즈 출연작 가운데의 대표작으로는 2001년 드라마 《流星花園》 등이 있었다. 막내 여동생 쉬시디(徐熙娣, 1978~)와 함께 《S 자매(본인: 大S, 동생: 小S)》로도 유명했다. 이후에도 계속 브라운관에 나왔으나, 결국 거식증과 우울증 등으로 인해 배우는 은퇴하게 되었다.
2011년 중화인민공화국 출신 사업가 왕샤오페이(汪小菲)와 결혼하여 1녀 1남을 두었으나, 남편을 포함한 왕씨 일가의 박대(대만 비하 등)에 못 이겨 결국 10년여만에 이혼했다. 이 소식을 들은 옛 연인 구준엽(대한민국 댄스 팝 가수이자 음악 그룹 클론 출신)이 어언 20년여만에 연락, 둘이 사귀던 1998년 당시의 전화번호를 그대로 쓰던 쉬시위안과는, 그렇게 2001년 이후 영화처럼 다시 만나게 되었다.
코로나 19로 각국이 출입국 통제를 하던 시기여서, 구준엽이 바로 혼인신고하자고 제안해 2022년 3월 8일자(이는 대한민국에 혼인 신고, 3월 28일에 대만 혼인 신고)로 두 사람은 부부가 되었고 구준엽은 ‘내가 닻을 내릴 곳은 네 곁’(타이베이시 위/경도를 몸에 새겼다)이라며 대만에 정착했다. 불행하게도 재혼 만 3년도 되지 않아 새해맞이 일본 가족여행 중에 쉬시위안은 독감 후 폐렴 합병증으로 유명을 달리했다.